# Paropioxys ravidus
Paropioxys ravidus är en insektsart som beskrevs av Jacobi 1943. Paropioxys ravidus ingår i släktet Paropioxys och familjen Eurybrachidae. Inga underarter finns listade i Catalogue of Life.